# Плай (Чернівецька область)
Плай — село у Конятинській сільській громаді Вижницького району Чернівецької області України.

## Географія
На північному заході від села бере початок струмок Марониці, правий доплив Білого Черемошу.
Біля села знаходиться найзахідніша точка Чернівецької області.

## Історія
З 1991 року в складі незалежної України.
26 січня 2017 року шляхом об'єднання Довгопільської, Конятинської та Яблуницької сільських рад село увійшло до Конятинської сільської громади.